# Jan Jakubowski na Starosilcach
Jan Jakubowski na Starosilcach herbu Topór – chorąży kijowski w latach 1758–1759, chorąży żytomierski w latach 1752–1758, podczaszy żytomierski w latach 1735–1752, miecznik żytomierski w latach 1710–1735, marszałek sejmiku województwa kijowskiego w 1710 roku, namiestnik grodzki owrucki w 1712 roku, podstarości owrucki w 1717 roku.
Syn Aleksandra (Zbigniewa Aleksandra), miecznika żytomierskiego i Anastazji z Podlewskich. Żonaty z Anną z Rybińskich, z którą miał syna Józefa i córkę Franciszkę.
Był posłem województwa kijowskiego na sejm 1740 roku.